# GOOD TIME MUSIC (STVラジオ)
GOOD TIME MUSIC（グッド・タイム・ミュージック）は、STVラジオで放送されている音楽番組。

## 概要
内山佳子が時空を超える旅の客室乗務員の設定として、1970年代から1990年代を中心とした邦楽のリクエストを取り上げる音楽番組。番組名を略した「GTM AIR LINE」による時空の旅として、内山は「ミュージック・トラベラー」の位置付けで、リスナー名は「トラベラーネーム」として紹介される。
エンディングではシートベルトサインの効果音の後「音楽の時間旅行お楽しみ頂けましたか、当機は皆様のご協力も有り令和○年○月○日（放送日）土曜日に無事戻って参りました」と挨拶し、「次回のフライト」として次回放送日を案内し、最後に「それではBon Voyage!」といった形等で旅行や航空機を意識した演出が行われている。
類似した題名の洋楽リクエスト番組として「GOOD DAYS MUSIC あの頃の名曲たち」がSTVラジオで放送されているが、共通のディレクターが担当し本番組では機長として紹介されている。

## パーソナリティ
- 内山佳子（STVアナウンサー）[2]

## 放送時間
- 2025年4月5日 土曜17:00 - 18:00（最終週は「村雨美紀のサタデーミュージックビレッジ」を放送））

過去
- 2023年10月8日[1]-2024年3月24日：日曜19:00 - 20:00（最終週は「石沢綾子のTブレイク」を放送）
- 2024年4月6日 - 2025年3月22日 土曜12:00 - 13:00（2024年4月-9月は「石沢綾子のTブレイク」、10月以降は「村雨美紀のサタデーミュージックビレッジ」を最終週に放送）

## 主な企画
- 本日の機内食→黄昏の一杯 - 週替りでリスナーのリクエストを交えつつ旬の食材などを機内食の形で紹介し[5]、その後歴史的な出来事や季節の話題に関する情景を眺める語りが入る。2025年4月以降は酒とオードブルの紹介といった形で「黄昏の一杯」として実施[6]。
- 想い出のアルバム - 聞くと懐かしい時代が蘇るようなアルバムのリクエストを紹介[3]、収録曲から3曲程度を取り上げる[6]。
- あの日あの時、心に響いたフレーズ - リスナーの心に響いた歌詞とエピソードとともにリクエストを紹介する[6]。
- サンセット・バラードをあなたに - 夕方の雰囲気とともにリスナーの心に寄り添うバラード楽曲を紹介する[6]。

過去のコーナー
- あの頃のドラマ主題歌 - 毎週1つの名作ドラマの主題歌のリクエストを紹介[3]、リクエスト曲が用いられたドラマの名場面の朗読を交えて取り上げる。2025年3月まで実施。
- 時のないホテルへようこそ - リスナーの記憶の中のホテルという設定で[3]、昔の記憶を呼び起こすような楽曲を少し長いリクエストメッセージとともに紹介する。2025年3月まで実施。